# Gamensee (Falkenberg)
Der Gamensee liegt in der glazialen Rinne Gamengrund auf dem Gemeindegebiet von Falkenberg im brandenburgischen Landkreis Märkisch-Oderland zwischen den Ortsteilen Krummenpfahl im Osten und Gersdorf und Neugersdorf im Westen. Er ist der nördlichste See des Gamengrundes, mit einer Wasserspiegelhöhe von 69,4 m ü. NN (Messung vor 1948) ist er außerdem der niedrigste unter den im Einzugsgebiet der Oder liegenden Seen des nördlichen Gamengrundes. Wie die meisten Seen der gesamten Rinne entwässert er unterirdisch.
Der See ist etwa 2,2 km lang und etwas geknickt. Knapp nördlich des Knicks ist er so stark verschilft, dass er wie zwei getrennte Seen anmutet.
Anders als der bekanntere Gamensee bei Tiefensee, der in Karten des 18. Jahrhunderts als „Jamsee“ verzeichnet ist, hieß dieser nördliche schon immer „Ga(h)mensee“.